# داکن (شخصیت کمیک)
آکیهیرو با اسم رمز داکن (به انگلیسی: Daken) یک شخصیت خیالی در کتاب‌های کامیک منتشر شده توسط مارول کامیکس است؛ و برای اولین بار، در شمارهٔ ۱۰ ولورین اصل (Wolverine Origins) در مارس ۲۰۰۷ معرفی شد. داکن انسانی جهش‌یافته، پسر ولورین و همسر مرحومش ایتسو است. او دارای توانایی‌های ابرانسانی مشابه با پدرش است که شامل عامل زوددرمانی و پنجه‌های جمع شونده در دستان می‌شود. داکن یکی از اعضای گروه انتقام‌جویان تاریک تحت عنوان ولورین تا اتمام داستان در سال ۲۰۱۰ بود.